# Felix Frankl
Felix Issidorowitsch Frankl (russisch Феликс Исидорович Франкль; * 12. März 1905 in Wien; † 7. April 1961 in Naltschik) war ein österreichisch-sowjetischer Mathematiker, Physiker und Hochschullehrer.

## Leben
Frankl stammte aus einer reichen jüdischen Familie. Sein Vater besaß eine kleine Fabrik in der Umgebung Wiens. Von den Eltern erbte er die kommunistischen Überzeugungen. Er studierte an der mathematischen Fakultät der Universität Wien bei Hans Hahn mit Abschluss 1927 als Dr. phil.
Bereits während des Studiums war Frankl in der Arbeiterbewegung tätig. 1928 trat er in die Kommunistische Partei Österreichs ein. Im September 1928 nahm er am VIII. Internationalen Mathematikerkongress in Bologna teil. Dort lernte er den sowjetischen Topologen Pawel Sergejewitsch Alexandrow kennen. Als Alexandrow ihn dann in Wien besuchte, bat er Alexandrow, ihm bei der Übersiedlung nach Moskau zu helfen. Alexandrow übermittelte die Bitte an Otto Juljewitsch Schmidt im Volkskommissariat für Bildung der RSFSR, der zunächst meinte, dass sie genug eigene Kommunisten hätten und Frankl die Revolution in Österreich vorbereiten solle. Trotzdem half Schmidt, so dass Frankl 1929 nach Moskau emigrierte. Er arbeitete nun als wissenschaftlicher Mitarbeiter in der Kommunistischen Akademie beim Zentralen Exekutivkomitee der UdSSR. Er war Mitglied der dortigen Gesellschaft der marxistischen Mathematiker. Er veröffentlichte Arbeiten zur Dimensionstheorie in deutschen und österreichischen Zeitschriften. Allerdings war er unzufrieden, dass das mathematische Milieu in Moskau nicht ideologisiert war.
1931 wechselte Frankl in das Moskauer Zentrale Aerohydrodynamisches Institut (ZAGI) als wissenschaftlicher Mitarbeiter in der physikalisch-mathematischen Abteilung, deren wissenschaftlicher Leiter er dann wurde. 1932 wurde er Mitglied der KPdSU. 1933 hielt er eine systematische und grundlegende Vorlesung über Gasdynamik. Im Mittelpunkt seiner dortigen Arbeiten standen die Aerodynamik bei Überschallgeschwindigkeit und die Theorie der kompressiblen Grenzschichten. 1934 wurde er zum Doktor der technischen Wissenschaften promoviert. Mit Mstislaw Wsewolodowitsch Keldysch veröffentlichte er eine strenge Begründung der Schraubentheorie Nikolai Jegorowitsch Schukowskis. Chalil Achmedowitsch Rachmatulin absolvierte bei Frankl seine Aspirantur. 1935 nahm Frankl an der Ersten Internationalen Topologie-Konferenz in Moskau teil. 1936 wurde er zum Doktor der physikalisch-mathematischen Wissenschaften promoviert. Unter Frankls und  Lew Gerassimowitsch Loizjanskis Führung entstand im ZAGI ein sowjetisches Zentrum für theoretische und experimentelle Gasdynamikforschung. Frankls Buch über die Grundlagen der Gasdynamik wurde von Grigori Isaakowitsch Barenblatt und Oleg Sergejewitsch Ryschow sehr geschätzt.
1944 wurde Frankl Leiter des Lehrstuhls für Raketenwaffen in der Dserschinski-Artillerie-Akademie. Trotz der Abgeschlossenheit der Arbeit dort veröffentlichte Frankl weiter. 1946 wurde er Korrespondierendes Mitglied der 1946 gegründeten Akademie der Artillerie-Wissenschaften (jetzt Akademie der Raketen- und Artillerie-Wissenschaften).
1950 wurde Frankl wegen einer kritischen Bemerkung zu Stalin im Seminar aus der KPdSU ausgeschlossen und nach Frunse verbannt. Dort leitete er den Lehrstuhl für Theoretische Physik des Kirgisischen Staatlichen Pädagogischen Instituts, das 1951 die Kirgisische Staatliche Universität wurde. Frankl musste sich wie alle Verbannten täglich in der Spezialkommandantur vorstellen. Nach dem XX. Parteitag der KPdSU 1956 wurde Frankl rehabilitiert und wieder in die KPdSU aufgenommen. Er wurde 1956 Mitglied der 1956 gegründeten Nationalen Kommission der UdSSR für Theoretische- und Angewandte Mechanik. 1957 erhielt er die Leonhard-Euler-Goldmedaille der Akademie der Wissenschaften der UdSSR.
Als in Naltschik 1957 das Pädagogische Institut die Staatliche Kabardino-Balkarien-Universität wurde, übernahm Frankl die Leitung des Lehrstuhls für Theoretische Physik. 1958 erschien Frankls Übersetzung des 3. Bandes der Institutiones calculi integralis von Leonhard Euler. Frankl beherrschte neben Französisch, Latein und Russisch auch Kirgisisch und Kabardinisch. In Naltschik beschäftigte er sich weiter mit Problemen der Gasdynamik und verlängerte die lange Liste seiner Veröffentlichungen. 1961 präsentierte er eine Verallgemeinerung des Tricomi-Problems mit Anwendung auf die Theorie der Lavaldüse.
Bücher aus Frankls persönlicher Bibliothek wurden der Bibliothek der  Staatlichen Kabardino-Balkarien-Universität übergeben.